# Dry January
Dry January (wörtlich „trockener Januar“) ist eine Gesundheitskampagne, die dazu aufruft, ab Neujahr für den ganzen Monat Januar auf Alkohol zu verzichten. Die Kampagne ist insbesondere in Großbritannien, Frankreich, der Schweiz und Deutschland verbreitet.
Nach dem großen Erfolg im Ursprungsland Großbritannien wurde die Kampagne zwischen den Jahren 2010 und 2020 in weiteren westlichen Ländern immer beliebter. Die Bewegung verbreitete sich vor allem über Social-Media-Kanäle und wurde von Organisationen getragen, die sich für die Krebs- und Alkoholprävention einsetzen.
2021 kam Dry January erstmals in die Schweiz und wurde durch die Kampagne einer breiten Koalition von Non-Profit-Organisationen, wie dem Staatslabor, der Plattform für öffentliche Innovation, dem Blauen Kreuz und Groupement Romand d’Etudes des Addictions (GREA), gefördert.
Erstmals im Jahr 2023 wird die Kampagne auch in Deutschland unter der Schirmherrschaft des Sucht- und Drogenbeauftragten der Bundesregierung, vom Blauen Kreuz verbreitet und von der Techniker Krankenkasse gefördert.

## Geschichte
Das Aufkommen des Dry January wird auf einige Jahre vor der 2014 gestarteten offiziellen Kampagne in England geschätzt. Als Vorläufer der Bewegung hatte die finnische Regierung bereits im Jahr 1942 als Teil ihrer Kriegsanstrengungen den „Sober January“ eingeführt.
Im Jahr 2020 nahmen laut der Initiantin der Kampagne, Alcohol Change UK, 4 Millionen Britinnen und Briten an dem trockenen Januar teil. Während die Wirksamkeit und die gesundheitlichen Folgen der einmonatigen Abstinenz noch nicht vollständig geklärt sind, hat eine Umfrage der Universität Sussex ergeben, dass rund sechs Monate nach dem Januar 2014 von 900 Teilnehmenden 72 % noch immer schädlichen Alkoholkonsum vermeiden und 4 % noch immer gänzlich auf Alkohol verzichten.